# Peritrichia nigrovillosa
Peritrichia nigrovillosa är en skalbaggsart som beskrevs av Louis Albert Péringuey 1902. Peritrichia nigrovillosa ingår i släktet Peritrichia och familjen Melolonthidae. Inga underarter finns listade i Catalogue of Life.